# Anna Dobaczewska
Anna Maria Dobaczewska (ur. 1969) – polska prawniczka, dr hab. nauk prawnych, profesor uczelni i w latach 2017–2019 kierownik zakładu w Katedrze Prawa Gospodarczego Publicznego i Ochrony Środowiska Wydziału Prawa i Administracji Uniwersytetu Gdańskiego.

## Życiorys
W 1991 ukończyła studia prawnicze na Uniwersytecie Gdańskim, 10 maja 1999 obroniła pracę doktorską Instytucja nadzoru bankowego w świetle prawa polskiego i prawa Unii Europejskiej, 16 czerwca 2014 habilitowała się na podstawie pracy zatytułowanej Formy finansowania przedsiębiorców w świetle prawa pomocy publicznej. Otrzymała nominację profesorską. W 1999 została zatrudniona na stanowisku adiunkta w Katedrze Prawa Finansowego na Wydziale Prawa i Administracji Uniwersytetu Gdańskiego.
Objęła funkcję profesora uczelni oraz kierownika zakładu w Katedrze Prawa Gospodarczego Publicznego i Ochrony Środowiska na Wydziale Prawa i Administracji Uniwersytetu Gdańskiego.